# Haraldsberg
Haraldsberg är en skogsgård på Hallandsåsens norra sluttning. Gården omfattar 37 ha varav 32 ha utgörs av skog - övervägande bok.
På gården finns ett flertal fornlämningar vilket tillsammans med en fauna typisk för Hallandsåsen har lett till Natura 2000- märkning.